# オラシオ・セバジョス
オラシオ・セバジョス・ジュニア（Horacio Zeballos, Jr., 1985年4月27日 - ）は、アルゼンチン・ブエノスアイレス州マル・デル・プラタ出身の男子プロテニス選手。これまでにATPツアーでシングルス1勝、ダブルス6勝を挙げている。自己最高ランキングはシングルス39位、ダブルス28位。左利き、バックハンド・ストロークは片手打ち。「オラシオ・ゼバラス」、「オラシオ・セバロス」等、表記のゆれがみられる。

## 来歴
24歳という遅咲きの年齢で、2009年に年間最優秀新人賞を受賞を果たす。アルゼンチン人で、この賞を受賞するのは初。
この前年には、錦織圭が年間最優秀新人賞を受賞している。
2013年のチリ・オープンの決勝でラファエル・ナダルに勝利しATPツアー初優勝。この年、ラファエル・ナダルは7敗しかしておらず、その内の1敗を相手に与える勝利であった。
（ちなみに、2013年のラファエル・ナダルの年間勝率は、驚異の「91.46 %」であり、ナダル自身初の年間勝率90%超えを果たした。）
2016年のマイアミ・オープンは予選決勝で西岡良仁に敗れたが、第3シードのロジャー・フェデラーが体調不良で欠場した為ラッキールーザーで本選出場し、4回戦まで進出した。
2017年全豪オープンの1回戦ではイボ・カロビッチから2セット先取し、その後ファイナルセット第42ゲームまでもつれこみ、7-6(6), 6-3, 5-7, 2-6, 20-22での5時間14分の激戦の末で敗れた。

## ATPツアー決勝進出結果

### シングルス: 2回 (1勝1敗)
| 大会グレード                            |
| グランドスラム (0-0)                    |
| ATPワールドツアー・ファイナル (0-0)     |
| ATPワールドツアー・マスターズ1000 (0-0) |
| ATPワールドツアー・500シリーズ (0-0)    |
| ATPワールドツアー・250シリーズ (1-1)    |

| サーフェス別タイトル |
| ハード (0–1)         |
| クレー (1–0)         |
| 芝 (0-0)             |
| カーペット (0-0)     |

| 結果   | No. | 決勝日        | 大会                 | サーフェス   | 対戦相手               | スコア                   |
| ------ | --- | ------------- | -------------------- | ------------ | ---------------------- | ------------------------ |
| 準優勝 | 1.  | 2009年11月1日 | サンクトペテルブルク | ハード(室内) | セルジー・スタコフスキ | 6–2, 6–7(8–10), 6–7(7–9) |
| 優勝   | 1.  | 2013年2月10日 | ビニャ・デル・マール | クレー       | ラファエル・ナダル     | 6–7(2–7), 7–6(8–6), 6–4  |

### ダブルス: 10回 (6勝4敗)
| 結果   | No. | 決勝日        | 大会             | サーフェス    | パートナー               | 対戦相手                                            | スコア             |
| ------ | --- | ------------- | ---------------- | ------------- | ------------------------ | --------------------------------------------------- | ------------------ |
| 優勝   | 1.  | 2010年2月21日 | ブエノスアイレス | クレー        | セバスティアン・プリエト | シモン・グロイル ピーター・ルクザック               | 7–6(4), 6–3        |
| 準優勝 | 1.  | 2010年2月7日  | サンティアゴ     | クレー        | ポティート・スタラーチェ | ルカシュ・クボット オリバー・マラチ                 | 4–6, 0–6           |
| 優勝   | 2.  | 2011年7月14日 | ウマグ           | クレー        | シモーネ・ボレッリ       | アンドレアス・ベック クリストファー・カス           | 7–6(7–3), 6–4      |
| 準優勝 | 2.  | 2013年9月29日 | クアラルンプール | ハード (室内) | パブロ・クエバス         | エリック・ブトラック レイベン・クラーセン           | 2–6, 4–6           |
| 準優勝 | 3.  | 2014年2月16日 | ブエノスアイレス | クレー        | パブロ・クエバス         | マルセル・グラノリェルス マルク・ロペス             | 5–7, 4–6           |
| 優勝   | 3.  | 2016年2月27日 | サンパウロ       | クレー        | フリオ・ペラルタ         | パブロ・カレーニョ・ブスタ タビド・マレーロ         | 4–6, 6–1, [10-5]   |
| 優勝   | 4.  | 2016年7月24日 | グシュタード     | クレー        | フリオ・ペラルタ         | マテ・パビッチ マイケル・ヴィーナス                 | 7–6(2), 6–2        |
| 優勝   | 5.  | 2016年8月7日  | アトランタ       | ハード        | アンドレス・モルテーニ   | ヨハン・ブルンストロム アンドレアス・シーエストロム | 7–6(2), 6–4        |
| 優勝   | 6.  | 2016年9月25日 | メス             | ハード        | フリオ・ペラルタ         | マテ・パビッチ マイケル・ヴィーナス                 | 6–3, 7–6(4)        |
| 準優勝 | 4.  | 2017年2月11日 | キト             | クレー        | フリオ・ペラルタ         | ジェームズ・セレターニ フィリップ・オズワルド       | 6-3, 2–1, 途中棄権 |

## 4大大会シングルス成績
略語の説明
| W | F | SF | QF | #R | RR | Q# | LQ | A | Z# | PO | G | S | B | NMS | P | NH |

W=優勝, F=準優勝, SF=ベスト4, QF=ベスト8, #R=#回戦敗退, RR=ラウンドロビン敗退, Q#=予選#回戦敗退, LQ=予選敗退, A=大会不参加, Z#=デビスカップ/BJKカップ地域ゾーン, PO=デビスカップ/BJKカッププレーオフ, G=オリンピック金メダル, S=オリンピック銀メダル, B=オリンピック銅メダル, NMS=マスターズシリーズから降格, P=開催延期, NH=開催なし.
| 大会           | 2009 | 2010 | 2011 | 2012 | 2013 | 2014 | 2015 | 2016 | 2017 | 2018 | 通算成績 |
| -------------- | ---- | ---- | ---- | ---- | ---- | ---- | ---- | ---- | ---- | ---- | -------- |
| 全豪オープン   | A    | 1R   | A    | A    | 1R   | 1R   | LQ   | A    | 1R   | 1R   | 0–5      |
| 全仏オープン   | A    | 2R   | A    | 2R   | 2R   | LQ   | LQ   | 1R   | 4R   | 2R   | 7–6      |
| ウィンブルドン | A    | 1R   | A    | A    | 1R   | A    | 1R   | 1R   | 1R   |      | 0–5      |
| 全米オープン   | 2R   | 1R   | 1R   | A    | 1R   | A    | LQ   | 2R   | 1R   |      | 2–6      |